# (6830) Johnbackus
(6830) Johnbackus – planetoida z pasa głównego asteroid okrążająca Słońce w ciągu 5 lat i 245 dni w średniej odległości 3,18 j.a. Została odkryta 5 maja 1991 roku w Kiyosato przez Satoru Ōtomo i Osamu Muramatsu. Nazwa planetoidy pochodzi od Johna Backusa, amerykańskiego informatyka. Nazwa została zaproponowana przez E. Goffin. Przed nadaniem nazwy planetoida nosiła oznaczenie tymczasowe (6830) 1991 JB1.